# 2008 par pays en Amérique
 (novembre 2024).
Si vous disposez d'ouvrages ou d'articles de référence ou si vous connaissez des sites web de qualité traitant du thème abordé ici, merci de compléter l'article en donnant les références utiles à sa vérifiabilité et en les liant à la section « Notes et références ».

## Continent américain
- Dimanche 9 mars 2008 : Les participants du sommet du Groupe de Rio, réunissant à Saint-Domingue vingt pays latino-américains, ont assisté à une spectaculaire réconciliation entre le Colombien Álvaro Uribe, le Vénézuélien Hugo Chávez et l'Équatorien Rafael Correa, mais les contentieux demeurent. La déclaration de Saint-Domingue adoptée à l'unanimité dénonce « la violation de l'intégrité territoriale de l'Équateur » et salue « les pleines excuses du président Alvaro Uribe » ainsi que « son engagement pour que de pareils actes ne se reproduisent en aucune circonstance ». Les signataires promettent que combattre les menaces de groupes irréguliers ou d'organisations criminelles, en particulier celles liées au narcotrafic, considérées comme terroristes par la Colombie.

- Vendredi 18 avril 2008 : Les ministres de l'Agriculture des pays de l'Amérique centrale se réunissent au Salvador pour tenter d'augmenter leur production de riz, de maïs et de haricots, mais surtout pour commencer à résoudre leurs problèmes de tarifs douaniers. Le Belize et le Panama devraient dorénavant s'ouvrir aux paysans salvadoriens qui disposent de ressources financières mais qui manquent de terres cultivables.

- Lundi 28 avril 2008 : Le gouvernement américain recrée la IVe Flotte de l'US Navy avec pour mission de patrouiller dans les eaux autour de l'Amérique latine et dans la mer des Caraïbes, sous la double tutelle de la Marine et du Commandement Sud de l'armée américaine. Elle sera commandée par le vice-amiral Joseph Kernan, disposera d'un porte-avion nucléaire, certainement le John Fitzgerald Kennedy qui avait été désarmé en 2007, et sera basée à Mayport sur la côte atlantique de la Floride. De fait, pour Alejandro Sanchez, du Council on Hemispheric Affairs : « Le rétablissement de la IVe flotte est plus un geste politique que militaire, destiné à faire face à la montée en puissance des gouvernements de gauche dans la région ».

- Dimanche 11 mai 2008 : En prélude du cinquième sommet entre l'Europe et l'Amérique latine. Incident diplomatique entre la chancelière allemande Angela Merkel et le président vénézuélien Hugo Chávez. Après que la chancelière déclara que Hugo Chavez, leader de la révolution bolivarienne, n'était pas le porte-parole de l'Amérique latine ce dernier lui a répondu en affirmant « Angela Merkel est de la droite allemande... cette même droite qui a appuyé Hitler et le fascisme ».

- Lundi 12 mai 2008 : Un sommet alternatif d'organisations d'extrême-gauche, dit "sommet des peuples", s'est tenu à Lima pendant 4 jours'. Un « tribunal permanent » a jugé symboliquement les multinationales européennes accusées de pollution et de violations des droits de l'homme. Le modèle libéral européen y a été jugé incapable de changer la situation des 220 millions de pauvres de l'Amérique latine et de lutter contre le changement climatique.

- Mardi 13 mai 2008 : Le Dakar 2009 aura lieu en Amérique latine sur une boucle de 9 000 km depuis Buenos Aires en Argentine, via le Chili et la cordillère des Andes que la course franchira à deux reprises par des altitudes supérieures à 4 500 mètres.

- Vendredi mai 2008 : Ouverture à Lima (Pérou) de la cinquième rencontre entre l'Union européenne et les pays d'Amérique latine. Les enjeux initiaux de ce sommet sont la lutte contre la pauvreté et le changement climatique. Le premier ministre français François Fillon a plaidé pour la libération d'Íngrid Betancourt.

- Samedi 29 novembre 2008 : L'ex-otage Íngrid Betancourt commence une tournée en Amérique latine dans le cadre de la création de sa future fondation consacrée aux droits de l'homme.

- Samedi 6 décembre 2008 : Réunis au Honduras pour leur 33e sommet, les présidents des pays d'Amérique centrale sont convenus d'adopter une monnaie unique.

## Antilles françaises
- Vendredi 5 décembre 2008 : Le ministre de l'Agriculture Michel Barnier signe un plan « banane durable 2008-2013 » qui engage les producteurs antillais vers des pratiques plus respectueuses de l'environnement afin qu'ils utilisent moins de produits phytosanitaires et qu'ils privilégient des techniques alternatives (naturelles ou raisonnées) de protection des cultures.

## Barbade
- 15 janvier : élections législatives

## Belize
- En 2008, la société Belize National Energy (BNE), fondée par le français Jean Cornec et unique producteur de pétrole depuis 2006, avec 3 200 barils par jour par cinq puits, devient le premier contribuable du pays, devant les producteurs de sucre et d'agrumes. Deux autres puits sont en cours de forage et les réserves sont estimées à 100 millions de barils. Dix-sept autres compagnies viennent d'acheter des concessions. Le gaz produit devrait être commercialisé dès 2008 et une miniraffinerie pourrait être construite.

## Guatemala
- 12 mars : À Chimaltenango début du procès de Felipe Cusanero Coj, auxiliaire militaire responsable de la disparition de six indiens Kaqchiquels (quatre hommes et deux femmes) au village de Choatalum entre 1982 et 1984 lors de la  guerre civile guatémaltèque lors de laquelle les forces de sécurité de l'État ont assassiné plus de quarante-cinq mille personnes.

## Honduras
- Dimanche 27 avril 2008 : La mutinerie d'une prison surpeuplée du nord du pays est écrasée dans le sang : 9 prisonniers sont tués.
- Samedi 22 novembre 2008 : Double assassinat par balles du vice-président du parlement, Mario Fernando Hernandez (42 ans) et d'un candidat à la députation qui l'accompagnait, dans la ville de San Pedro Sula, au nord du pays.
- Samedi 6 décembre 2008 : Réunion du  33e sommet des présidents des pays d'Amérique centrale qui conviennent d'adopter une monnaie unique.

## Jamaïque
- Du lundi 1er décembre au mardi 17 décembre : Digicel Cup 2008.
- Samedi 20 décembre 2008 : Après la Chambre des représentants, le Sénat maintient la peine de mort qui n'a pourtant plus été appliquée dans le pays depuis 1988 sous la pression de groupes de défense des Droits de l'homme. Le pays est miné par une criminalité exponentielle, qu'il s'agisse de meurtres, de viols, d'enlèvements ou de crimes commis contre des enfants ; quelque 1 200 meurtres ont été commis depuis le début de l'année 2008 dans ce pays qui compte 2,7 millions d'habitants[1].

## Panama
- Mercredi 19 novembre 2008 : Un important séisme de magnitude 6,2 a frappé la région frontalière du Costa Rica.

## Paraguay
- Lundi 21 avril 2008 : Fernando Lugo (56 ans) est élu président de la République. Ancien évêque et candidat de la gauche, il met fin à soixante ans de pouvoir du parti conservateur Colorado et sa victoire s'inscrit dans un mouvement général de succès électoraux du centre-gauche et de la gauche dans toute l'Amérique latine depuis quelques années à l'exception de la Colombie. Son slogan est "La Foi dans le changement". Surnommé "l'évêque des pauvres", il appartient à la doctrine de la Théologie de la libération, née en 1950, et selon laquelle la priorité de l'Église doit être de protéger les pauvres et les opprimés, quitte à s'opposer aux régimes en place.

## Pérou
- Dimanche 23 novembre 2008 : visite du président russe Dmitri Medvedev.

- Mercredi 24 décembre 2008 : deux trains de passagers transportant une centaine de touristes étrangers sont entrés en collision sur la voie ferrée reliant Cusco au site inca de Machu Picchu (sud-est). La collision qui a été frontale, mais n'a pas été très forte, s'est produite au kilomètre 101,8 de la ligne. 4 passagers ont été blessés dont un américain et un européen.

- Jeudi 25 décembre 2008 : à Juliaca (sud-est), un inconnu lance une bombe lacrymogène dans une discothèque provoquant la panique parmi la cinquantaine de jeunes gens qui y réveillonnaient pour Noël. Cinq personnes sont mortes par asphyxie et six autres ont été blessées.

## Saint-Pierre-et-Miquelon
- Mardi 2 décembre 2008 : le navire ravitailleur français « Cap Blanc », qui depuis l'an 2000 assure une navette hebdomadaire pour le fret entre Terre-Neuve et l'archipel de Saint-Pierre-et-Miquelon, coule à 80 km des côtes de Saint-Pierre dans les eaux territoriales canadiennes. 4 marins sont portés disparus.

- Dimanche 21 décembre 2008 : Les plongeurs spécialisée ont pu remonter les corps des trois marins victimes du naufrage du navire ravitailleur qui repose par 134 m de profondeur à 16 kilomètres au sud des côtes de la province canadienne de Terre-Neuve.

## Salvador
- Avril 2008 : depuis le début de l'année, le prix moyen de la livre de haricots vendu sur les marchés de la capitale est passé de 50 cts à 1,35 $, le carton d'œufs de 2,60 $ à plus de 3 $, et la bouteille de gaz est passée de 4 $ à 5 $. Dans les campagnes, le panier alimentaire moyen a flambé de 22 % en un an. Le ministre de l'Agriculture, le libéral Mario Salaverria déclare : « Dans les années 1990, les organismes multilatéraux nous ont forcés d'abandonner l'agriculture vivrière; il fallait importer à bas prix, et tout miser sur les services ou les maquilas [...] Ça a fonctionné un moment, mais plus maintenant. Il est nécessaire de garantir notre sécurité alimentaire. »
- 13 avril : Une manifestation de sept mille personnes a lieu à San Salvador pour protester contre la vie chère.